# Кучер, Фридрих
Фридрих Кучер (нем. Friedrich Kutscher; 13 августа 1866, Свеце, Западная Пруссия — 22 июня 1942, Бад-Тельц) — немецкий биохимик, профессор Марбургского университета.

## Биография
Фридрих Кучер родился 13 августа 1866 года в Свеце в Западной Пруссии; в 1886 году, во время учебы в университете, он стал членом студенческого братства «Burschenschaft Germania Berlin». В 1893 году в Берлине он защитил кандидатскую диссертацию, после чего, в 1896, стал ассистентом будущего нобелевского лауреата Альбрехта Косселя в Физиологическом институте при Марбургском университете. В 1899 году Кучер стал доктором наук в области физиологии.
В 1907 году Фридрих Кучер стал экстраординарным профессором и возглавил отдел, а в 1921 — получил позицию полного профессора. Вышел в отставку в 1933/1934 учебном году, но продолжал читать лекции до 1936: его преемником стал Теодор Берзин (Theodor Bersin, 1902—1967). С 1932 года Кучер состоял членом академии Леопольдина. 11 ноября 1933 года он был среди более 900 ученых и преподавателей немецких университетов и вузов, подписавших «Заявление профессоров о поддержке Адольфа Гитлера и национал-социалистического государства». Скончался 22 июня 1942 года в Бад-Тельце.
Биохимик Фридрих Кучер считается одним из первооткрывателей карнитинов (наряду с Владимиром Гулевичем); среди учеников Кучера был биохимик Данкварт Аккерманн (Dankwart Ackermann, 1878—1965).

## Работы
- Die Endprodukte Der Trypsinverdauung, Habil.schr. Marburg, 1899;
- Basentrennung // Abderhalden, Hdb. d. biochem. Arbeitsmethoden III, 2, 1910;
- zahlr. Btrr. v. a. in Hoppe-Seylers Zs. f. Physiolog. Chemie.